# Опішняни
Опішня́ни —  село в Україні, у Новоселівській сільській громаді Полтавського району Полтавської області. Населення становить 86 осіб. До 2017 орган місцевого самоврядування — Черкасівська сільська рада.

## Географія
Село Опішняни знаходиться на правому березі річки Коломак, вище за течією примикає село Божки, нижче за течією примикає село Вербове, на протилежному березі - село Дудникове. Поруч проходить залізниця, станція Приміська за 1,5 км.

## Історія
12 червня 2020 року, відповідно до розпорядження Кабінету Міністрів України № 721-р «Про визначення адміністративних центрів та затвердження територій територіальних громад Полтавської області», село увійшло до складу Новоселівської сільської громади.
19 липня 2020 року, в результаті адміністративно - територіальної реформи та ліквідації Полтавського району(1925-2020), село увійшло до складу новоутвореного Полтавського району.